# Beverbeekvallei
De Beverbeekvallei is een erkend natuurreservaat in Zuid-Oost-Vlaanderen (België). Het natuurgebied ligt op het grondgebied van de stad Ninove (tussen Aspelare en de grens met Herzele (Sint-Antelinks). Het natuurgebied wordt beheerd door Natuurpunt Denderstreek en maakt deel uit van het Vlaams Ecologisch Netwerk. Na uitbreiding met 7 hectare in 2019 bedroeg de oppervlakte 22,5 hectare.
Het valleilandschap rond de Beverbeek strekt zich uit vanaf Sint-Antelinks over Aspelare, Nederhasselt, Outer tot Ninove. In de Beverbeekvallei komen veel natte populierenbossen voor die 100 jaar geleden nog hooiland waren. Natuurpunt herstelt de natuurlijke elzenbossen, met een ondergroei van moeraszegge, dotterbloem, sleutelbloem en goudveil. In het reservaat leven verschillende soorten vlinders, libellen en vogels als de bosrietzanger, de wielewaal en de matkopmees. 
In 2021 raakte bekend dat Natuurpunt 41 hectare gronden kocht in drie deelgebieden ('De Vijvers' tussen de Cyriel Prieels-, de Waag- en de Plekkersstraat, 'Tortelboom' tussen de Beverstraat en de Waagstraat, 'Kabbeekvallei' tussen de Cyriel Prieelsstraat, de Waalhovestraat en de Geraardsbergsesteenweg) om te herbebossen met 31 hectare bos in het grootste bosuitbreidingsproject van Vlaanderen.

## Afbeeldingen

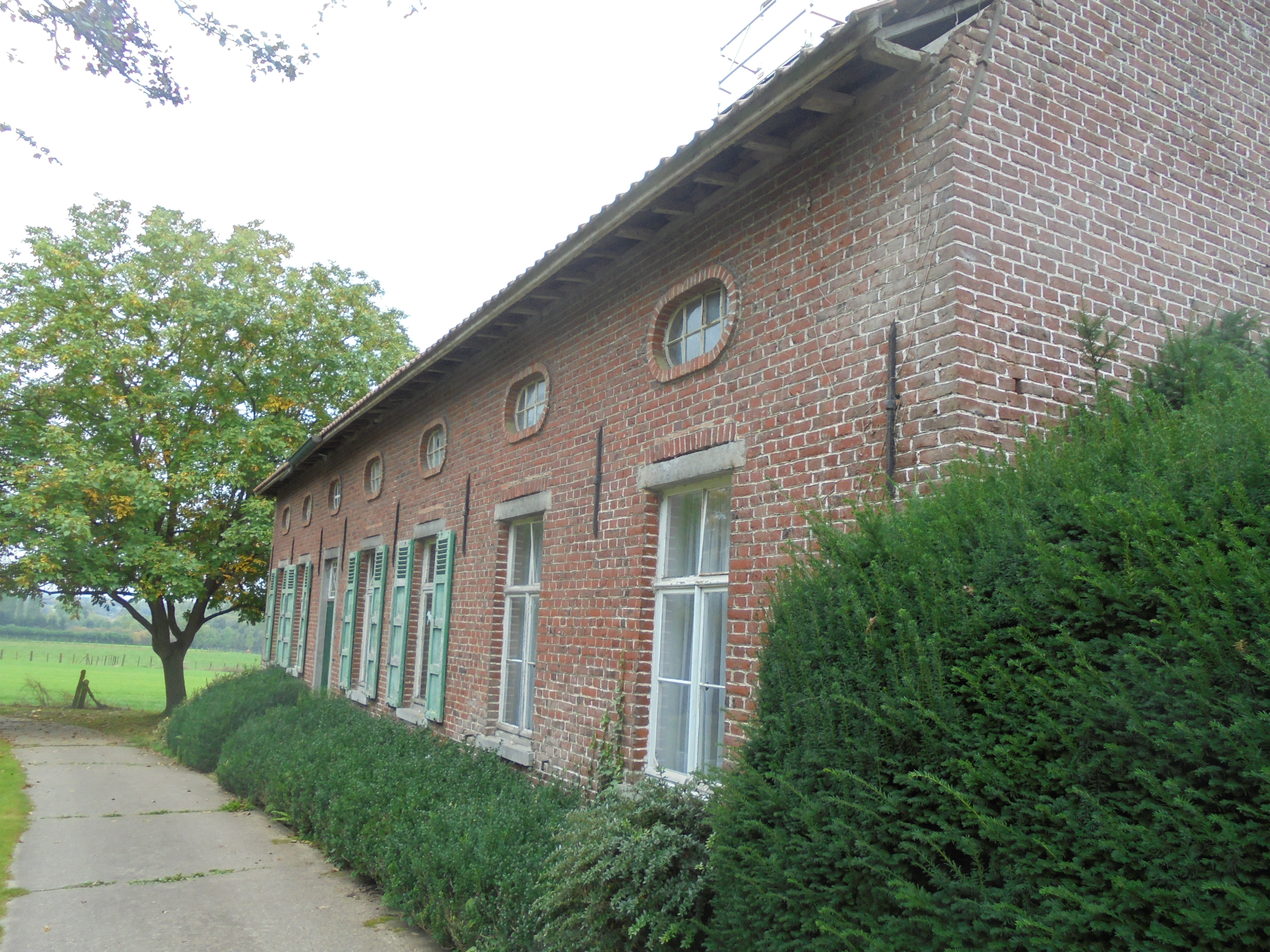
Hof te Tortelboom
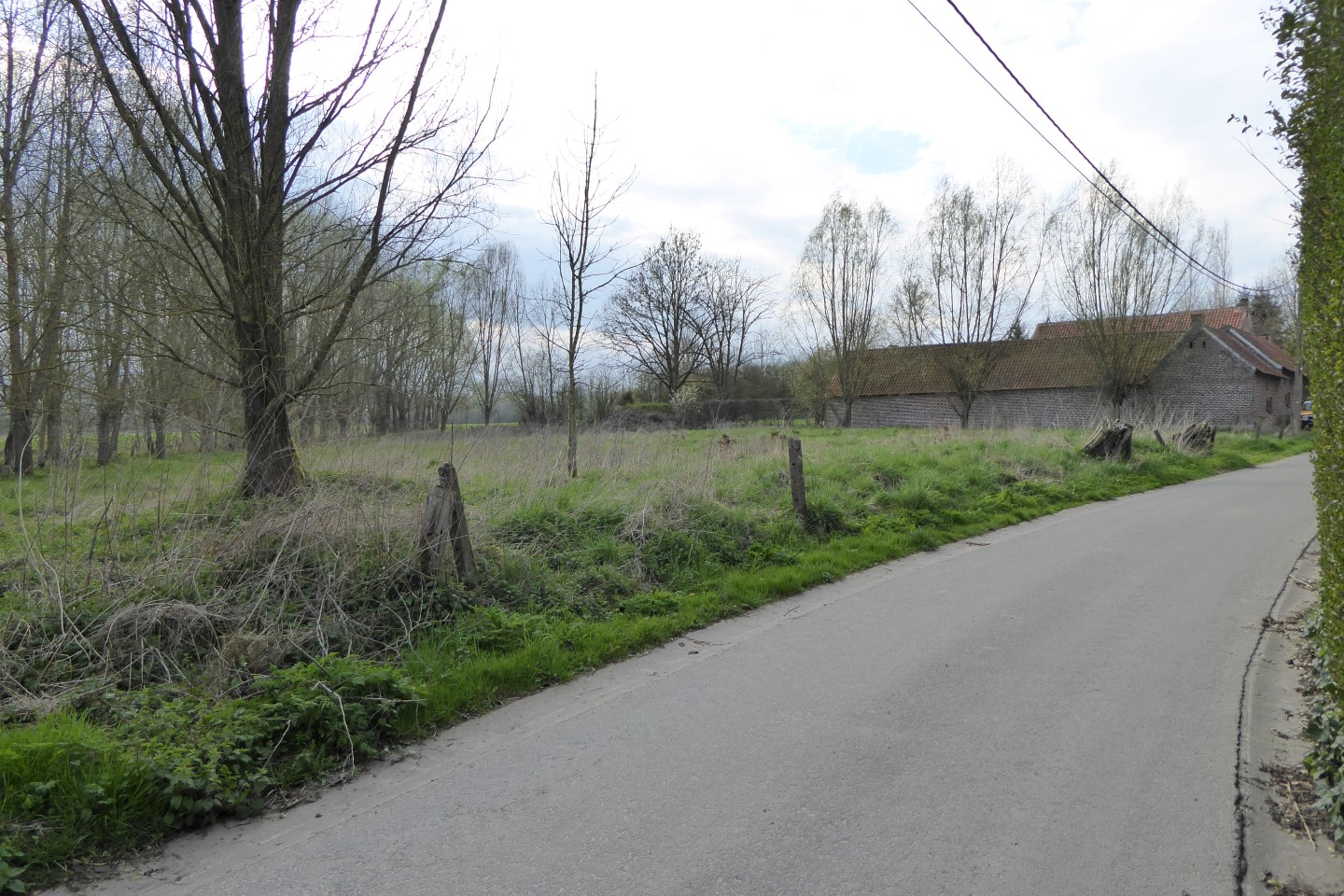